# Astronotinae
Astronotinae — підродина риб родини цихлові.

## Таксономія
- Триба: Astronotini
  - Рід: Astronotus
- Триба: Chaetobranchini
  - Рід: Chaetobranchopsis
  - Рід: Chaetobranchus